# Бобан Ђерић
Бобан Ђерић (Лозница, 20. августа 1993) босанскохерцеговачки је фудбалер, који тренутно наступа за Тузла Сити.

## Каријера
Бобан Ђерић је рођен 20. августа 1993. године у Лозници, а одрастао је и фудбалски стасавао у Зворнику, оближњем месту са друге стране реке Дрине, у Републици Српској. У том месту прошао је млађе категорије локалне Дрине, а за први тим дебитовао је током такмичарске 2010/11. у Премијер лиги Босне и Херцеговине. Након испадања тог клуба у други степен такмичења, Ђерић је прешао у Инђију, где је још годину дана наступао за омладински састав. Такође, дебитовао је и у Првој лиги Србије, уписавши три наступа током пролећа 2012. После игара за Леотар, Ђерић се лета 2014. вратио у матичну Дрину. Крајем 2015. године, медији су писали о одласку Ђерића новосадску Војводину, али је коначно приступио екипи Витеза. Ту се задржао до краја календарске 2017. Почетком наредне године, Ђерић је приступио српском суперлигашу Јавора из Ивањице.

## Статистика

#### Клупска
Ажурирано 17. фебруара 2020.
| Клуб          | Сезона   | Лига                              | Лига    | Лига   | Национални куп | Национални куп | Европа  | Европа | Остало  | Остало | Укупно  | Укупно |
| Клуб          | Сезона   | Дивизија                          | Наступа | Голова | Наступа        | Голова         | Наступа | Голова | Наступа | Голова | Наступа | Голова |
| ------------- | -------- | --------------------------------- | ------- | ------ | -------------- | -------------- | ------- | ------ | ------- | ------ | ------- | ------ |
|               |          |                                   |         |        |                |                |         |        |         |        |         |        |
| Дрина Зворник | 2010/11. | Премијер лига Босне и Херцеговине | 14      | 0      | —              | —              | —       | —      | —       | —      | 14      | 0      |
|               |          |                                   |         |        |                |                |         |        |         |        |         |        |
| Инђија        | 2011/12. | Прва лига Србије                  | 3       | 0      | —              | —              | —       | —      | —       | —      | 3       | 0      |
|               |          |                                   |         |        |                |                |         |        |         |        |         |        |
| Леотар        | 2012/13. | Премијер лига Босне и Херцеговине | 16      | 0      | —              | —              | —       | —      | —       | —      | 16      | 0      |
| Леотар        | 2013/14. | Премијер лига Босне и Херцеговине | 21      | 1      | —              | —              | —       | —      | —       | —      | 21      | 1      |
| Леотар        | Укупно   | Укупно                            | 37      | 1      | —              | —              | —       | —      | —       | —      | 37      | 1      |
|               |          |                                   |         |        |                |                |         |        |         |        |         |        |
| Дрина Зворник | 2014/15. | Премијер лига Босне и Херцеговине | 26      | 0      | —              | —              | —       | —      | —       | —      | 26      | 0      |
| Дрина Зворник | 2015/16. | Премијер лига Босне и Херцеговине | 13      | 1      | 1              | 0              | —       | —      | —       | —      | 14      | 1      |
| Дрина Зворник | Укупно   | Укупно                            | 39      | 1      | 1              | 0              | —       | —      | —       | —      | 40      | 1      |
|               |          |                                   |         |        |                |                |         |        |         |        |         |        |
| Витез         | 2015/16. | Премијер лига Босне и Херцеговине | 2       | 0      | —              | —              | —       | —      | —       | —      | 2       | 0      |
| Витез         | 2016/17. | Премијер лига Босне и Херцеговине | 26      | 0      | 1              | 0              | —       | —      | —       | —      | 27      | 0      |
| Витез         | 2017/18. | Премијер лига Босне и Херцеговине | 17      | 0      | 1              | 0              | —       | —      | —       | —      | 18      | 0      |
| Витез         | Укупно   | Укупно                            | 45      | 0      | 2              | 0              | —       | —      | —       | —      | 47      | 0      |
|               |          |                                   |         |        |                |                |         |        |         |        |         |        |
| Јавор Ивањица | 2017/18. | Суперлига Србије                  | 8       | 0      | 1              | 0              | —       | —      | —       | —      | 9       | 0      |
| Јавор Ивањица | 2018/19. | Прва лига Србије                  | 33      | 1      | 2              | 0              | —       | —      | —       | —      | 35      | 1      |
| Јавор Ивањица | 2019/20. | Суперлига Србије                  | 14      | 0      | 1              | 0              | —       | —      | —       | —      | 15      | 0      |
| Јавор Ивањица | Укупно   | Укупно                            | 55      | 1      | 4              | 0              | —       | —      | —       | —      | 59      | 1      |
|               |          |                                   |         |        |                |                |         |        |         |        |         |        |
| Каријера      | Каријера | Каријера                          | 193     | 3      | 7              | 0              | —       | —      | —       | —      | 200     | 3      |
|               |          |                                   |         |        |                |                |         |        |         |        |         |        |